# Corythalia dimidiata
Corythalia dimidiata är en spindelart som beskrevs av Simon 1901. Corythalia dimidiata ingår i släktet Corythalia och familjen hoppspindlar. Inga underarter finns listade i Catalogue of Life.